# Лепа Лукич
Лепа Лукич (серб. Лепа Лукић, Lepa Lukić, урожденная Лепава Мушович, серб. Лепава Мушовић, Lepava Mušović, родилась 16 января 1940) — югославская и сербская певица, исполнительница народных песен.

## Биография
Лепа Лукич родилась 16 января 1940 года в селе Милочай, общины Кралево в Сербии. С ранних лет любила песни и музыку, но родители не разрешали ей петь.
Свою первую песню «Девушка, белый гиацинт» (серб. Девојче, бели зумбуле, Devojče, beli zumbule) записала в 1964 (по другим данным в 1965) году в дуэте с сербским певцом Гвозденом Радичевичем. Пластинка была выпущена на лейбле «Diskos».
Первый успех пришёл к ней в 1967 году, когда она записала песню «От источника два пути» (серб. Од извора два путића, Od izvora dva putica). Пластинка разошлась тиражом 200 000 экземпляров. Сейчас её называют «королевой народной музыки» и лучшим исполнителем народных песен. Её манера пения характеризуется легкостью, безупречными интонациями и большим количеством музыкальных украшений.
В репертуаре певицы также много авторских песен: «Босиоче мој зелени», «Бере цура плав јоргован», «Ој ливадо, росна траво», «Хвалила се липа код багрема», «Лојзе се реже», «Текла река лепеница», «Булбул ми поје», «Златиборе, мој зелени боре», «На ливади чува Мара стотину оваца», «Дјевојка соколу зулум учинила». Многие её песни стали нестареющими хитами: «Од извора два путића», «Опанчићи на кљунчиће», «Не живи се хиљаду година», «Што капију ниси синоћ затворио», «Не питај ме», «Ој месече, звездо сјајна», «Срце је моје виолина», «Чај за двоје», «Људи, ко зна лека срцу мом?», «Зоране», «Вараш ме», «Певам и тугујем».

## Актёрская карьера
Также снялась в нескольких фильмах. Многие критики отметили её игру в фильме «И Бог создал ресторанную певичку» (1972) режиссёра Йована Живановича.
Сербская народная песня «Моё сердце — скрипка» (серб. Срце је моје виолина, Srce je moje violina) в исполнении Лепы Лукич была использована в фильме Эмира Кустурицы «Завет», хотя и не вошла в официальный саундтрек.

## Награды
- Золотая медаль «За заслуги» (2024, Сербия)[4].